# اکو-درایو

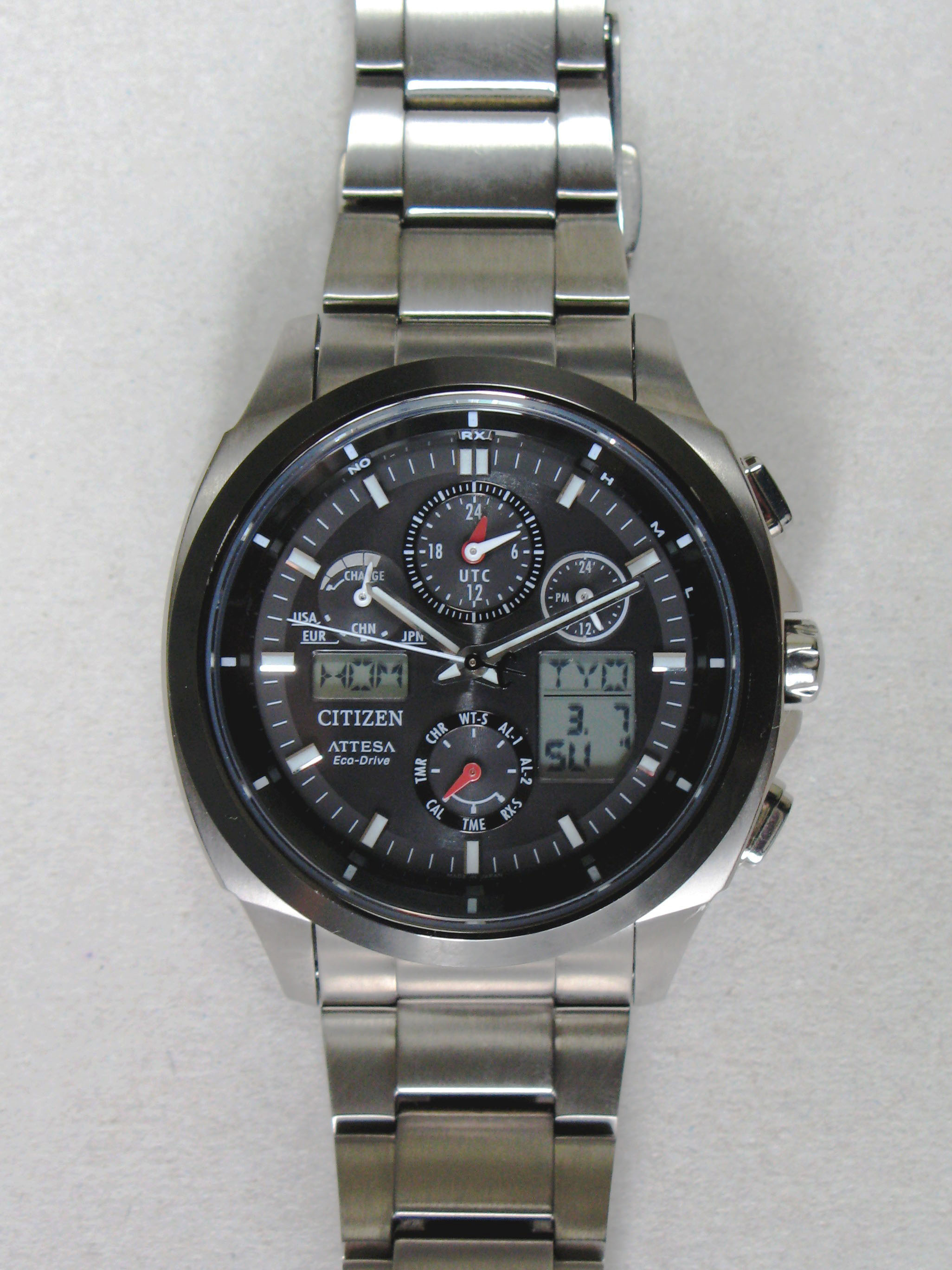
ساعت‌هایی توسط شرکت سیتیزن تولید و در سراسر جهان به فروش می‌رسند که در خود انرژی مورد نیاز خود را از نور تأمین می‌کنند

اکو-درایو (انگلیسی: Eco-Drive) به دامنه‌ای از مدل‌هایی از ساعت‌های مچی گفته می‌شود که انرژی مورد نیاز خود را از نور تأمین می‌کنند؛ این ساعت‌ها توسط شرکت سیتیزن تولید و در سراسر جهان به فروش می‌رسند. در سال ۲۰۰۷ این شرکت برآورد کرد که این تکنولوژی، از مصرف بیش از ده میلیون باتری در آمریکای شمالی جلوگیری کرده‌است.
اکودرایو به‌طور کلی چندین مزیت فنی نسبت به دیگر ساعت‌های خورشیدی پیش از خود ارائه کرد؛ از جمله وجود سلول‌هایی خورشیدی که می‌توانستند به جای قرار گرفتنی خودنمایانه روی صفحه ساعت، عملاً در پشت صفحه ساعت قرار بگیرند و سبب بهبود ظاهر آن شوند.